# Irkutszki nemzetközi repülőtér
Az Irkutszki nemzetközi repülőtér (IATA: IKT, ICAO: UIII) (orosz nyelven: Международный Аэропорт Иркутск) nemzetközi repülőtér Oroszországban, amely Irkutszk közelében található. Éves utasforgalma 2 433 794 fő (2019).

## Futópályák
A repülőtér futópályái:
- 12/30 (3565 m, 45 m, aszfaltbeton)

## Forgalom
Az utasforgalom az elmúlt években az alábbi módon változott:
| Utasok száma | 658 000 | 1 265 000 | 1 020 463 | 821 251 | 1 257 804 | 1 569 011 | 1 694 188 | 1 973 584 | 2 433 794 | 2 077 769 |
|              | 1965    | 1975      | 2007      | 2009    | 2011      | 2013      | 2015      | 2017      | 2019      | 2021      |